# Jean Barberet
Jean Joseph Barberet (né à Demigny le 9 mars 1837 et mort à Paris 17e le 3 mars 1920) est un journaliste, homme politique socialiste et syndicaliste français du XIXe siècle.
Selon un article du journal Le Monde, dans son ouvrage Le Génie du socialisme, paru en 2008, Jean-Christophe Cambadélis « fait découvrir des personnages oubliés ou méconnus, comme Jean Barberet, fondateur du « barberetisme » à « la base des coopératives, du syndicalisme et du vote républicain. ».

## Biographie
Communard, Jean Barberet est l’un de ceux qui ont relancé les organisations socialistes en France alors que la répression du mouvement socialiste consécutive à l’écrasement de la Commune de Paris est à peine achevée. Journaliste proche du leader républicain Léon Gambetta, Jean Barberet fonde le 28 mai 1872 le Cercle de l’Union syndicale ouvrière, à partir du regroupement de 23 associations ouvrières. Mais le Cercle est dissous par la police dès le 22 octobre suivant,.
En 1873, Jean Barberet suit la politique républicaine de Gambetta et écrit dans le journal Le Rappel, de Victor Hugo des articles sur les organisations ouvrières. Barberet appartient donc au courant socialiste républicain et réformiste (principalement incarné par Paul Brousse) qui sera dépassé par la diffusion en France des idées marxiste et révolutionnaire, dans les années 1880.
En octobre 1876, c’est sous l'influence de Jean Barberet que se tient à Paris le premier Congrès ouvrier de France, marqué par l'esprit du mouvement des coopératives et du mutualisme. Entré en 1880 au Ministère de l'Intérieur, il dirige le bureau des institutions de Prévoyance, et reçoit en 1901 l'ordre national de la Légion d'honneur.
Cette même année, il participe au Congrès national de la mutualité. À son décès en 1920, il est directeur honoraire de la Mutualité au Ministère de l'Intérieur, Président de l'Union nationale des présidents des sociétés de secours mutuels de France, Officier de la Légion d'Honneur, Chevalier de l'Ordre des S.S. Maurice et Lazare, titulaire de la Médaille d'Or de la Mutualité et de la Couronne civique.

## Publications
- Les grèves et la loi sur les coalitions, Paris : Librairie de la Bibliothèque ouvrière, 1873, 185 p. (En ligne :  ou )
- Le mouvement ouvrier à Paris de 1870 à 1874, Paris : Librairie de la Bibliothèque ouvrière, 1874, (en ligne)
- La Bohème du travail, Paris : J. Hetzel & Cie, 1889
- Les Sociétés de secours mutuels, commentaire de la loi du 1er avril 1898, Paris : chez Berger-Levrault, 1899
- Le travail en France: monographies professionnelles, Paris : chez Berger-Levrault, 1899 (tome 1 : 1886 ; tome 2 : 1886 ; tome 4 : 1887 ; tome 6 : 1889)
- Livret d'enseignement mutualiste, Paris : Librairie Ch. Delagrave, 1905